# Harihara Raya II
Harihara Raya II (... – 1404) fu il terzo rajah dell'Impero Vijayanagara nell'India meridionale, e un membro della dinastia Sangam.
Patrocinò il poeta in lingua kannada Madhura. Sotto il suo regno fu realizzato uno dei più importanti studi sui Veda. Gli vennero assegnati due titoli, Vaidikamarga Sthapanacharya e Vedamarga Pravartaka.
Durante il suo regno, l'impero continuò ad espandersi a spese dei domini dei loro rivali, nella guerra contro i Reddis di Kondavidu questi ultimi perdettero le province di Addanki e Srisailam. Riuscì a controllare la costa dell'attuale Andhra Pradesh tra Nellore e Ralinga. Allo stesso tempo dominò la maggior parte dei territori a sud del fiume Krishna, che portò alla guerra contro Velamen di Rachakonda per il controllo del Telangana. Dopo la morte di Mujahid Bahmani nel 1378, Hariharan II si avventurò nel nord-ovest annettendo Goa, Chaul e Dabhol.
Hariharan II mantenne la corte a Vijayanagara, nell'attuale Hampi. Le rovine del suo palazzo sono ancora visibili oggi.